# Sjöjungfrun
Sjöjungfrun är den sjätte boken i Camilla Läckbergs serie om Erica Falck och Patrik Hedström i Fjällbacka. Den utgavs 2008.

## Handling
En man har försvunnit spårlöst i Fjällbacka. Trots att Patrik Hedström och hans kollegor på Tanumshede polisstation har gjort allt för att finna honom, vet ingen om han är död eller levande. Efter fyra månader hittas han. Mördad, fastfrusen i isen. 
Fallet kompliceras när det avslöjas att en av hans bekanta, författaren Christian Thydell, under mer än ett års tid fått ta emot anonyma hotbrev. Christian står inför sitt stora genombrott och på releasefesten för sin roman Sjöjungfrun får han ytterligare ett meddelande. Han bryter samman och visar breven för Erica Falck, som har hjälpt honom med manuset. 
Christian försöker sedan bagatellisera alltihop och vägrar att gå till polisen, men Erica smugglar med sig ett av breven och visar det för Patrik. Hon har anat att det är något som plågar Christian, och hon är oroad över vad som kan hända. 
Patrik inser faran. Någon hatar Christian djupt. Och denna någon verkar vara en förvirrad och skadad person som inte skulle tveka att sätta sina hot i verket. Polisen inser snart att det finns ett samband mellan breven och mordet, och spåren för dem tillbaka i tiden ... 
Sjöjungfrun är den sjätte boken i Camilla Läckbergs succéserie om Patrik Hedström och Erica Falck i Fjällbacka. Hittills har serien sålt i sammanlagt 2 miljoner exemplar och rättigheter är sålda till 18 länder. 